# El Plural
ElPlural.com és un diari digital en castellà, creat el 19 de setembre del 2005. S'autodefineix com a mitjà que conjuga la informació amb l'opinió i que procura oferir als seus lectors notícies pròpies d'interès general. La seva línia editorial és d'esquerra socialista, amb columnistes i col·laboradors que han treballat anteriorment amb el PSOE.

## Història
ElPlural.com va néixer com un projecte del periodista català Enric Sopena, el qual tenia experiència en mitjans audiovisuals o escrits com La Vanguardia o Televisió Espanyola. Les temàtiques tractades a ElPlural.com són d'abast estatal i internacional, i amb el temps s'ha consolidat una secció fixa sobre Andalusia, al costat d'altres seccions autonòmiques. A partir de l'any 2010, Enric Sopena va passar a ser accionista de l'empresa editora del diari, funció que compaginar amb la de director del mitjà. Fins llavors, la propietat d'aquest mitjà es trobava en mans d'una societat vinculada a Lavinia TV.
El 22 de març de 2017, la Junta General d'Accionistes de ElPlural.com va acceptar la petició de jubilació d'Enric Sopena com a director del diari, que passà a ser President ad meritum, condició que compatibilitzava amb la continuïtat de la seva columna d'opinió titulada «Cabos Sueltos». La periodista Angélica Rubio passà a ser la directora de ElPlural.com, mitjà al qual es va incorporar el març de 2012. Fins a aquest moment havia exercit com a coordinadora de la secció d'«Economia» del diari.
El 30 de desembre de 2024, després de la designació d'Angélica Rubio com a consellera de Radiotelevisió Espanyola, José María Garrido va ser designat per la Junta d'Accionistes nou director d'ElPlural.com.

## Estructura
Els continguts del diari s'estructuren en una secció de «Política», una altra d'«Economia», una altra de «Comunicació» i una altra de «Societat». A més, ElPlural.com compta amb una seccions locals d'autonomies, centrades en Catalunya, Balears i Andalusia. Aquesta última, des del 26 de setembre de 2016, està formada per la integració del diari Andaluces Diario, dirigit pel periodista Antonio Avendaño, provinent del diari Público.
La secció d'«Opinió» està composta per articles i anàlisis convencionals, a més de caricatures gràfiques de la sèrie «Los Calvitos», a càrrec de l'humorista Patricio Rocco, àlies Pat.
Al marge de les seccions habituals, el diari inclou revistes variades, com són «El Telescopio» (dedicada a Tecnologia i Innovació), «La Pimienta de la Vida» (centrada en gastronomia i estil de vida), «Motor» (secció d'automobilisme associada amb la publicació Autofácil), «Playtime» (magazín d'oci i cultura) i «Fuera de Foco», dedicada a informació més frívola, mitjans de comunicació i curiositats de les xarxes socials.

## Línia editorial
ElPlural.com es defineix com un diari progressista i la seva línia editorial està orientada cap a l'esquerra i la ideologia socialdemòcrata.